# Karsten Braasch
Karsten Braasch (Marl (Renânia), 14 de julho de 1967) é um ex-tenista profissional alemão.
Tenista regular da ATP, é mais reconhecidos em seu episódio na Batalha dos Sexos, com as irmãs Williams.